# ماساکی سایتو
ماساکی سایتو (ژاپنی: 齋藤 将基؛ زادهٔ ۲۳ ژوئن ۱۹۸۰) یک بازیکن فوتبال اهل ژاپن است.
از باشگاه‌هایی که در آن بازی کرده‌است می‌توان به باشگاه فوتبال توکیو وردی اشاره کرد.